# Astonishing X-Men
Astonishing X-Men és el nom sota el qual als Estats Units han eixit tres volums dels X-Men. Els dos primers van sortir amb el format de sèries limitades i el tercer és una sèrie que continua oberta. Aquest darrer va començar als EUA el 2004, i el primer número fou escrit per Joss Whedon amb els dibuixos de John Cassaday. Continua amb els guions de Warren Ellis i els dibuixos de Simone Bianchi. Va ser un èxit de crítica i públic i estava enfocat per a una llista de mutants formada per Cíclop, Emma Frost, Shadowcat, Colossus, la Bèstia, Wolverine i Storm. Aquesta formació també ha estat objecte de diverses sèries limitades com ara: X-Men: Phoenix-Endsong, X-Men: Phoenix-Warsong and Civil War: X-Men.